# Christiane Huth

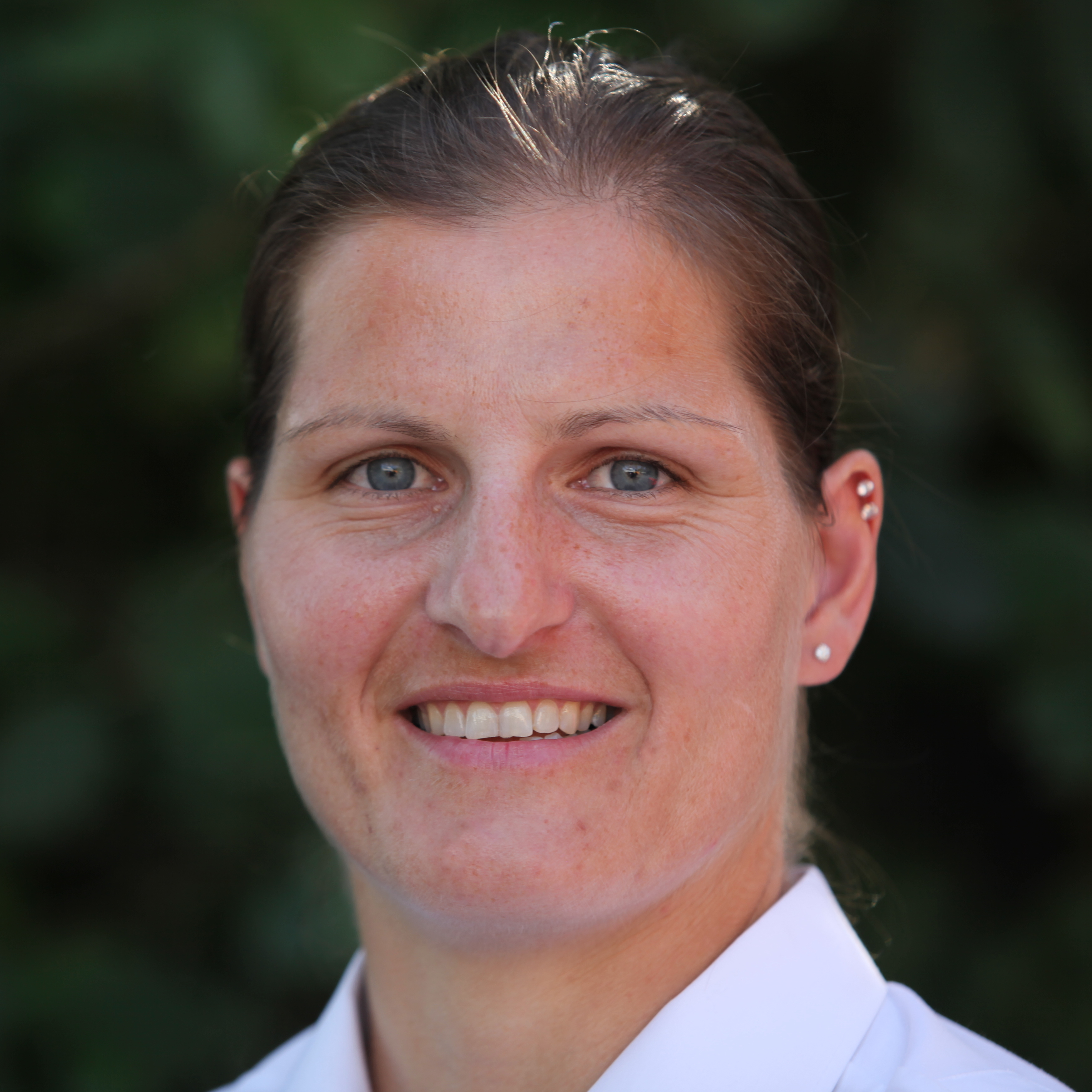
Christiane Huth, Juni 2014

Christiane Huth (* 12. September 1980 in Suhl) ist eine deutsche Skull-Ruderin, die 2008 Silber bei den Olympischen Spielen gewann.
Christiane Huth startet für die Potsdamer Ruder-Gesellschaft und trainiert bei Jutta Lau. Sie gewann als Juniorin und bei den unter 23-Jährigen Weltmeistertitel. 2002 trat sie erstmals in der Erwachsenenklasse bei den Weltmeisterschaften an und belegte den fünften Platz im Doppelzweier. Bei den Weltmeisterschaften 2003 und bei den Olympischen Spielen 2004 wurde sie lediglich als Ersatzruderin nominiert. 2005 belegte sie im Doppelzweier den vierten Platz. 
Ebenfalls den vierten Platz belegte der deutsche Doppelvierer mit Stephanie Schiller, Jeannine Hennicke, Magdalena Schmude und Christiane Huth bei den Ruder-Weltmeisterschaften 2006 in Eton. Anfang 2007 wurde dem russischen Siegerteam wegen eines Dopingvergehens von Olga Samulenkowa die Goldmedaille aberkannt, das britische Boot wurde zum Sieger erklärt, die Australierinnen rückten auf den zweiten Platz vor und die Deutschen wurden nachträglich Dritte. Bei den Olympischen Spielen 2008 trat Christiane Huth zusammen mit Annekatrin Thiele im Doppelzweier an. Nach einem Foto-Finish unterlagen die beiden in Peking mit einer Hundertstelsekunde den neuseeländischen Titelverteidigerinnen Georgina und Caroline Evers-Swindell.

## Internationale Erfolge
- 1997: 1. Platz im Doppelvierer (Junioren-Weltmeisterschaften)
- 1998: 1. Platz im Doppelzweier (Junioren-Weltmeisterschaften)
- 1999: 2. Platz im Doppelzweier (U23-Weltmeisterschaften)
- 2000: 1. Platz im Doppelvierer (U23-Weltmeisterschaften)
- 2001: 4. Platz im Einer (U23-Weltmeisterschaften)
- 2002: 5. Platz im Doppelzweier (Weltmeisterschaften)
- 2005: 4. Platz im Doppelzweier (Weltmeisterschaften)
- 2006: 3. Platz im Doppelvierer (Weltmeisterschaften)
- 2007: 6. Platz im Doppelzweier (Weltmeisterschaften)
- 2008: 2. Platz im Doppelzweier (Olympische Spiele)
- 2009: 3. Platz im Doppelvierer (Weltmeisterschaften)